# Valérie Charolles
Pour les articles homonymes, voir Charolles (homonymie).
Valérie Charolles est une philosophe française née le 26 avril 1969 à Dijon.
Docteure en philosophie et habilitée à diriger des recherches, elle est chercheure au Laboratoire d’Anthropologie Critique Interdisciplinaire (ex Centre Edgar-Morin) au sein du Laboratoire d'Anthropologie Politique (UMR 8177 CNRS & EHESS).

## Biographie
Elle passe son enfance en Franche-Comté et entre à l'École normale supérieure de Fontenay-Saint-Cloud en 1989 (option philosophie). Elle soutient en 1991 sa maîtrise à l'Université Paris 1 sous la direction de Jacques Bouveresse. Elle est diplômée de Sciences-Po (section service public, mention lauréate) en juin 1992 et intègre l'École nationale d’administration (concours externe, majeure économie) au sein de la promotion René Char (1993-1995).
Entre 1995 et 2002, elle travaille au Ministère de l'économie, des finances et de l'industrie, d'abord à la direction du Trésor, puis, à partir de 1999, au cabinet du Ministre de l'industrie où elle est notamment chargée des technologies de l'information et de la communication. Elle enseigne en parallèle à Sciences-Po les grands enjeux du débat politique, économique et social, et les enjeux politiques. Après avoir été directeur financier de Radio France (2002-2005), elle rejoint la Cour des comptes comme rapporteure puis magistrate. De 2019 à 2022, elle intègre l'école de management de l'Institut Mines-Télécom (Institut Mines-Télécom Business School) en tant que membre de la Chaire Valeurs et politiques des informations personnelles de l'IMT (2019 à 2021). Chercheure associée au Laboratoire d'Anthropologie Critique Interdisciplinaire à compter de 2017, elle y est chercheure titulaire depuis 2022.
Elle a publié en particulier Le libéralisme contre le capitalisme (2006, 2021), Philosophie de l’écran (2013), Les qualités de l’homme (2016), Se libérer de la domination des chiffres (2022).
Elle écrit régulièrement dans des revues et intervient dans le monde universitaire (Université de Paris, Cevipof, ENS-LSH, ENPC…) ou dans le débat public. Depuis 2017, elle anime avec Pierre-Antoine Chardel le séminaire de recherche «Socio-philosophie du temps présent. Enjeux épistémologiques, méthodologiques et critiques» à l'EHESS.

## Aperçu de l’œuvre
Les livres de Valérie Charolles portent sur la manière dont l’économie, la quantification et la technique construisent le sujet et le monde contemporains. Elle estime que l’interrogation philosophique principale ne porte plus tant sur « les mots et les choses » que sur « les faits et les chiffres ». Elle réfléchit «sur la conversion intellectuelle (...) que nous impose l’avènement d’un monde désormais façonné par les échos et miroitements (Roger-Pol Droit)».

### Le libéralisme contre le capitalisme
Ce livre, débattu dans la presse et les médias, examine les contradictions entre le libéralisme tel qu’il est défini par Adam Smith et le système économique contemporain. Il remet en cause la confusion entretenue entre libéralisme et capitalisme: «Nous sommes [...] largement persuadés de vivre dans un monde libéral, alors que le capitalisme qui nous gouverne n'a que peu à voir avec la théorie libérale». Mettant en avant la manière dont est traité le travail («travail sans valeur»), les logiques d'accumulation et de concentration à l'œuvre sur le marché du capital («capital antilibéral») et le rôle joué par les États depuis les années 1980 («État capitaliste»), l'ouvrage «montre en quoi notre modèle économique n’a que peu à voir avec la théorie libérale des origines». «Par-delà la question du libéralisme et du capitalisme, c’est le statut que nous donnons à l’économie, un statut que l’ouvrage qualifie de «totalitarisme mou» et auquel il consacre ses deux parties centrales («La domination idéologique de l’économie», «Penser l’économie"), que l’auteure entend radicalement contester». Prenant notamment appui sur Karl Popper et John Rawls, la différenciation qu'elle opère entre pratiques, normes, théories et discours en économie vise à également désigner des prises pour ce faire, en premier lieu desquelles la définition des acteurs économiques pertinents (entreprise, État) et la manière dont leurs performances sont établies, en particulier au travers des normes comptables.
Une nouvelle édition du livre, revue et augmentée, paraît en janvier 2021 aux éditions Folio Essais (Gallimard).

### Se libérer de la domination des chiffres
Le propos de Et si les chiffres ne disaient pas toute la vérité ? paru en 2008 est ainsi résumé par Olivier Mongin : « Après avoir rappelé que le XXe siècle fut celui des « mots et des choses » (allusion est faite à Foucault), c’est-à-dire celui du langage et de la communication (référence pourrait être faite au rôle de la linguistique et du structuralisme), l’auteure affirme que le XXIe siècle, le nôtre, sera celui des «faits et des chiffres » et que l’on ne doit pas se satisfaire d’un positivisme qui nous en rendrait esclaves. L'ouvrage soutient que « dans un tel monde, la vision kantienne nous interdit de trouver les prises adéquates pour modifier le réel. Ces prises, on peut les trouver dans le cadre de référence que nous utilisons et que nous pouvons faire évoluer. » C’est pourquoi, pour l’auteure, « il faut attaquer les marchés sur la question de leurs vérités –étant entendu que toute vérité est quelque chose de construit et qu’il ne faut pas en avoir une conception fixiste. C’est affaire de grammaire, comme le voulait Wittgenstein dans ses analyses des règles du jeu de langage. Car l’économie est bien un langage, celui d’une activité humaine qui a comme particularité de beaucoup s’incarner dans le chiffre. »
En 2022, Se libérer de la domination des chiffres part du constat que «(l)es rapports entre les mots et les choses ont constitué une question centrale de la philosophie dans la seconde moitié du XXe siècle» et analyse en quoi «le problème s’est aujourd’hui déplacé et touche désormais les chiffres et les faits» ; évoquant tant les statistiques de la croissance, du chômage que les normes comptables ou le rôle des modes de décompte des suffrages en démocratie, l'ouvrage couvre «plusieurs registres : économie, statistique, prospective, mais aussi épistémologie et philosophie».
Avec ce livre, «il s’agit non pas de se débarrasser des chiffres, mais de comprendre comment ils sont fabriqués (...) pour pouvoir mieux les mettre en débat et en reprendre le contrôle», en mettant en particulier en relief la « différence entre un nombre, qui renvoie à une valeur mathématique, et un chiffre, qui vise à établir la mesure d’un phénomène savamment construit. Si ce distinguo est central, c’est qu’il interroge notre regard sur le monde et ses évolutions à venir. En remettant en cause la vision mécaniste d’une prédiction par le chiffre, l’auteure plaide pour l’émergence d’une nouvelle forme de savoir qui reconnaisse « le rôle de l’inattendu, de l’irréversible et du non-durable » dans nos vies». Situant « cette investigation dans la glaise des chiffres » par rapport à « la vocation particulière que Ludwig Wittgenstein attribuait à la philosophie, la lutte contre l’ensorcellement de notre entendement par les moyens de notre langage », le livre examine en particulier le rôle des règles de décompte : « les chiffres ne pouvant être produits sans règles et arrière-plans, il est de notre devoir de faire en sorte que ceux-ci ne soient pas biaisés, s’approchent le mieux possible de la réalité et ne négligent pas l’existence de notre libre arbitre lorsque la quantification porte sur des questions où il entre en jeu (p. 256) ».

### Philosophie de l’écran. Dans le monde de la caverne
Le livre porte sur les conséquences à tirer de la nouvelle forme du monde en jeu dans le développement des écrans (cinéma, ordinateur, réseaux) : le passage de l’univers infini de la science classique à "un système réfléchi" . L'auteure dresse le constat que la plupart des concepts que nous continuons à utiliser, marqués par la recherche de formes fixes, notamment le déterminisme, ne conduisent à décrire ce qui se produit que sous la forme de la crise et « soutient que l’héritage de Platon, y compris dans son immense postérité logico-scientifique jusqu’à nos jours, n’a plus prise sur cette prolifération nouvelle de réel-virtuel, devenue, au quotidien, notre horizon pratique et notre univers mental ». La fin de l'ouvrage explore les nouvelles catégories, politiques ou logiques, qui permettraient d’en rendre compte autrement et d’y trouver des points d’accroche.

### Les qualités de l’homme. Manifeste
Ce livre, "bref et dépouillé", se présente comme une relecture de Passions de l’âme de Descartes à l’époque contemporaine (passions libérées ; passions récemment apparues ; …). Il remet en cause la séparation étanche entre le corps et l’esprit prêtée à Descartes par Antonio Damasio et les positions tenues notamment par Michael Gazzaniga sur l’illusion du libre arbitre. Se fondant sur la place de l’aléa et de la diversité chez Darwin et sur les propriétés émergentes du cerveau, l'auteure soutient que l’explication scientifique de son fonctionnement ne réglera pas la question de l’être et que «la connaissance des bases neuronales de la subjectivité ne saurait régler la question de la démocratie». Ce manifeste s’achève par cinq règles pour la direction de la vie qui «ouvrent des interrogations plus qu’elles ne définissent un mode d’emploi de nos existence».

### Normes comptables, indicateurs économiques et modèles statistiques
Au-delà du champ philosophique, Valérie Charolles propose depuis Le libéralisme contre le capitalisme des changements pratiques dans les indicateurs économiques, les formes des modèles statistiques utilisés et les normes comptables, reposant sur une définition de l'entreprise et de la sphère économique en lien avec une perspective d'équilibre et de long terme telle qu'on la trouve dans le libéralisme des origines. Elle a en particulier développé une méthode de comptabilisation de la valeur du travail dans le bilan des entreprises, présentée notamment lors du colloque conclusif des travaux du Collège des Bernardins sur l'entreprise.

## Ouvrages
- Le libéralisme contre le capitalisme, Paris, Fayard, 273 p., 2006,  (ISBN 978-2213630748).
- Et si les chiffres ne disaient pas toute la vérité ?, Paris, Fayard, 334 p., 2008,  (ISBN 978-2213634548).
- Philosophe de l’écran, Paris, Fayard, 322 p., 2013,  (ISBN 978-2213662855).
- Les qualités de l’homme, Paris, Fayard, 157 p., 2016  (ISBN 978-2213699240).
- Le libéralisme contre le capitalisme, Paris, Folio Essais, Gallimard, 384p., édition mise à jour, Postface inédite, 2021,  (ISBN 978-2072886607).
- Se libérer de la domination des chiffres, Paris, Fayard, 2022,  (ISBN 978-2213717241).
- Les philosophies des techniques. Un levier pour l'action, London, Iste, 2023,  (ISBN 9781784069438).

## Articles (sélection)
Dans la revue Esprit : « Choix démocratique et vérité des marchés », p. 133-149, décembre 2010 ; « Quand faut-il s'arrêter de compter ? », p. 84-97, janvier 2010 ; « D'un automne à l'autre : les chantiers de la comptabilité », p. 63-75, novembre 2009.
Dans la revue Le Débat: « Illusions et vérités du big data », p. 132-140, novembre-décembre 2019 ; « Les faits et les chiffres : sur la mesure de la performance », p. 94-106, novembre-décembre 2016 ; « Neuf thèses pour sortir de l'enfer économique », p. 101-113, janvier-février 2014 ; « Le capitalisme est-il libéral ? », p. 88-103, septembre-octobre 2010.
Dans le journal Le Monde : « Il nous faut bon gré mal gré nous désintoxiquer de la voiture », tribune, p. 22, 6 août 2019 ; « Face au peuple et aux pouvoirs intermédiaires, le roi est nu », tribune, p. 24, 5 décembre 2018 ; « Le front national, fruit des institutions de la cinquième République », tribune, 6 mai 2016, p. 18 ; « Un déclin très masculin », tribune, p. 1 et 17, 22-23 juin 2014.
Dans le Philosophie magazine : « En finir avec la monarchie électorale qui caractérise la France », p. 22, février 2019 ; «Capitalisme contre libéralisme », interview, p. 58-59, février 2017 ; « Le jeu avec la réalité », p. 29-30, octobre 2014 ; « La finance a-t-elle un plan de vol ? », interview, p. 52-53, février 2013 ; « Les machines ont-elles pris le pouvoir ? » interview, p. 42-43, février 2012.